# Ajn Durra
Ajn Durra (arab. عين دره) – wieś w Syrii, w muhafazie Damaszek. W 2004 roku liczyła 63 mieszkańców.